# Byen (Fanø)
Byen på Fanø, er en bebyggelse bestående af omkring (2021) ca. 20 gårde og huse (i 1950 ca. 16 gårde og huse). 
Området løber på begge sider af Postvejen, mellem Nordby og Rindby, og består af vejene Sønder Storetoft, dele af Storetoft, dele af Nybyvej, og begyndelsen af kirkevejen. Området er ca. 0.5 Km² stort.
Den ældste bebyggelse i området kendes tilbage fra 1600-tallet, og det ældste eksisterende hus der er tilbage i området er gården beliggende på Storetoft 11, som er bygget i traditionel Fanøstil, og kan dateres tilbage til 1770. 
Endnu tidligere kendes en gård der solgtes til gårdslagtning i 1830erne fra 1600 tallet på adressen Sdr. Storetoft 1 Der ligger nu den på Fanø kendte kaptajnsvilla, det store gule "Gregersens hus" fra 1868 som ses når man kører ind i Byen på Postvejen mod Sønderho.
På Sdr. Storetoft I Byen finder man også hestegården og Bed & Breakfast-stedet Digegaarden, som ligger på Sønder Storetoft 2. 
Den selvejende institution Fanø Rideklub findes også i Byen på Storetoft 7, ligesom man ved Storetoft 30, finder Fanø Fiskesø.
Af andre nævneværdige bygninger i Byen findes Thodsens hus på Postvejen 7B, bygget i 1875, og hvor en af Fanøs tidligere navigationsskoler havde til huse i slutningen af 1800-tallet. Huset har i mange år været privat bolig, men besøgende kan opleve Fanø Fodboldgolf som har til huse nær adressen.
Sidst men ikke mindst bør nævnes Feldberg Camping, der har haft sin plads i området siden 1950´erne.
Fra Byen er der også adgang via Nybyvej til Fanøs store sommerhusområde og via Kirkevejen til Rindby Strand.